# Władysław Abraham
Władysław Abraham (Sambir, 10 ottobre 1860 – Leopoli, 15 ottobre 1941) è stato un avvocato e storico polacco.

## Opere
- Organizacja kościoła w Polsce do połowy XII w. (1890)
- Zawarcie małżeństwa w dawnym prawie polskim (1925)